# 马克·哈里斯 (赛艇运动员)
马克·哈里斯（英語：Mark Harris，20世纪—），英国男子赛艇运动员。他曾代表英国参加世界赛艇锦标赛，获得一枚银牌和一枚铜牌，均来自男子轻量级八人单桨有舵手项目。